# Deset Hutu zapovijedi
Deset Hutu zapovijedi (također:Deset Bahutu zapovijedi)  je dokument objavljen u prosinačkom izdanju novina Kangura, anti-Tutsi, Hutu Power na kinyarwanda jeziku u Kigaliju, Ruanda. godine. Deset Hutu zapovijedi često se navodi kao primjer anti-Tutsi propagande koju su provodili ekstremisti u Ruandi nakon invazije u Domovinske fronte Ruande i prije Genocida u Ruandi 1994. godine. Glavnog urednika Kangure Hassana Ngezu Međunarodni kazneni sud za Ruandu, osudio je zbog genocida i zločine protiv čovječnosti godine 2003.  na 35 godina zatvora.

## Tekst
1.Svaki Hutu bi trebao znati da žene Tutsija, tko god one bile, rade za interes svoje Tutsi etničke skupine. Kao rezultat toga, mi ćemo smatrati izdajnikom bilo kojeg Hutua koji
- oženi Tutsi ženu
- sprijatelji se s Tutsi ženom
- uzme Tutsi ženu kao tajnicu ili konkubinu.

2.Svaki Hutu bi trebao znati da su naše Hutu kćeri prikladnije i savjesnije u svojoj ulozi kao žene, supruge i majke obitelji. Nisu li lijepe, dobre tajnice i iskrenije?
3.Hutu žene, budite oprezne i pokušajte donijeti svojim muževima, braći i sinovima natrag razum.
4.Svaki Hutu bi trebao znati da je svaki Tutsiji nepošten u poslu. Njegov jedini cilj je nadmoć njegov etničke skupine. Kao rezultat toga, bilo koji Hutu je izdajica ako :
- sklapa partnerstvo s Tutsijima u poslu
- uloži svoj novac ili vladin novac u Tutsi poduzeće
- posuđuje novac Tutsiju ili od Tutsija
- čini usluge Tutsijima u poslovanju (dobivanje uvoznih dozvola, kredita, gradilišta, javnih tržnica i sl.)

5.Svi strateški položaji, politički, upravni, gospodarsko, vojni i sigurnosni trebaju povjereni samo Hutuima.
6.Obrazovni sektor (učenici, studenti, nastavnici) moraju biti većinski Hutu.
7.Oružane snage Ruande bi trebale biti isključivo u rukama Hutua. Iskustvo rata iz listopada 1990. godine nas je naučilo lekciju. Nijedan pripadnik vojske ne smije oženiti Tutsi ženu.
8.Hutui trebaju prestati imati milosti za Tutsije.
9.Hutui, gdje god se nalazili, moraju imati jedinstvo i solidarnost i biti zabrinut za sudbinu svoje braće Hutu.
- Hutu unutar i izvan Ruande stalno moraju tražiti prijatelje i saveznike za Hutu stvar, počevši od svoje braće Hutu.
- stalno se moraju suprotstavlja propagandi Tutsija.
- Hutui moraju biti čvrsti i budni protiv   zajedničkog Tutsi neprijatelja.

10. Socijalna revolucija 1959.,  referendum iz 1961.,  te Hutu ideologija, moraju se biti podučavati svakom Hutuu na svakoj razini. Svaki Hutu mora širiti tu ideologiju naširoko. Bilo koji Hutu koji progoni svoga brata Hutu zato što je čitao, širio i učio ovu ideologija je izdajica.

## Vanjske poveznice
- izvorni tekst